# Gerardo Allucingoli
Gerardo Allucingoli (Lucca, ... – dopo il 1208), nipote di papa Lucio III.

## Biografia

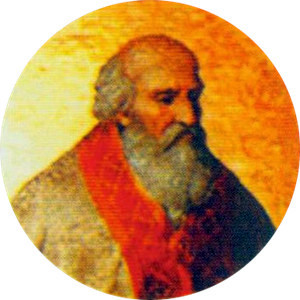
Ritratto di papa Lucio III nella basilica di San Paolo fuori le mura, Roma

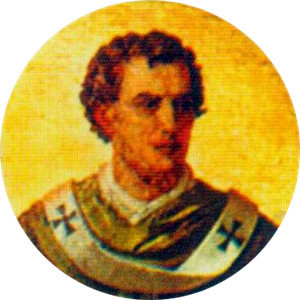
Ritratto di papa Innocenzo III nella basilica di San Paolo fuori le mura, Roma

Di nobile famiglia lucchese, venne avviato alla carriera ecclesiastica, ottenne il titolo di magister e in seguito divenne canonico della cattedrale di Lucca. Dopo l'elezione dello zio al papato, fu creato nel 1182 cardinale diacono di Sant'Adriano al Foro, comparendo tra le sottoscrizioni delle bolle nell'agosto di quell'anno. Tra il 1184 e il 1188 fu vicario dei papi Lucio III e Urbano III. Partecipò al conclave del 1185, che elesse papa Urbano III, al primo conclave del 1187, che elesse papa Gregorio VIII, al secondo conclave del 1187, che elesse papa Clemente III, al conclave del 1191, che elesse papa Celestino III.
Ottenne da tutti i papi incarichi per molte e delicate missioni diplomatiche: nel 1193 fu mandato a Benevento come legato, per sorvegliare da vicino le vicende della lotta tra Tancredi e l'imperatore Enrico VI di Svevia, restandovi fin verso il 1195; tre anni dopo era inviato da papa Innocenzo III a Narni per ricevere il giuramento di sottomissione di Corrado di Urslingen e per prendere in consegna il territorio spoletino.
Il compito più impegnativo fu la questione della tutela di Federico d'Hohenstaufen, allora bambino, che era stato affidato al papa dalla madre Costanza d'Altavilla. Assieme a Gregorio de Galgano, cardinale diacono di Santa Maria in Portico, si recò in Terra di Lavoro per organizzare la resistenza contro Marcovaldo di Annweiler e altri signori tedeschi che intendevano prendere il controllo politico e militare del paese. Prima di tutto ottennero l'obbedienza di Roffredo dell'Isola, abate di Montecassino, e in seguito negoziarono la rinuncia di Marcovaldo all'assedio dell'abbazia (20 febbraio 1199); subito dopo tornarono a Roma, dopo aver così assicurato al papa la possibilità di libero accesso da Montecassino al Mezzogiorno d'Italia.
Ritornò in seguito in Terra di Lavoro per qualche mese, così da riportare quei territori sotto il controllo dell'autorità papale. Il 10 aprile 1204 papa Innocenzo III, che ormai aveva piena fiducia in lui, lo inviò come legato in Sicilia per curare gli interessi di Federico II di Svevia, del quale, più tardi, veniva nominato baiulus, cioè reggente.
Verso la fine del settembre 1204 era ancora in Sicilia e riuscì ad costringere Guglielmo Capparone a giurare fedeltà al giovane Federico. Questo giuramento fu però subito sconfessato, perché Guglielmo, di nuovo ribellatosi, rifiutò ogni accordo con Gualtiero di Palearia, arcivescovo di Palermo, e costrinse l'Allucingoli a fuggire da Palermo e a rifugirsi a Messina. Per due anni Federico fu nelle mani del Capparone, fino a che nella primavera del 1207 fu consegnato all'Allucingoli, che lo tenne in tutela sino alla fine della tutela di papa Innocenzo III (26 dicembre 1208).
Questa è anche l'ultima legazione dell'Allucingoli, di cui si ignora la data e il luogo della morte.